# Bit-drive
bit-drive（ビットドライブ）とは、ソニーネットワークコミュニケーションズ株式会社（So-net）が提供する法人向けのインターネットサービスプロバイダ、統合ネットワークサービスである。

## 概説
1999年、ソニーが日本国内の電機メーカーとしてはじめて第一種電気通信事業者の許可を取得し、加入者系無線アクセスシステム（Wireless Local Loop、以下WLL）事業に参入した。事業はソニーブロードバンドソリューションを経て、ソネット株式会社に譲渡された。現在は、光ファイバー・ADSLインターネット接続サービス事業を中心に、インターネットVPNなどのソリューションを提供している。一部のサービスは、ソニービズネットワークス株式会社が提供している。

## 沿革

### ソニー時代
- 1999年4月27日 - ソニーが、第1種通信事業免許申請（同年6月24日、免許取得）。
- 2000年7月 - WLLサービス開始（bit-driveとしてサービス開始）。
- 2000年7月 - ネットワークサーバー「Digital Gate」の提供開始。
- 2001年7月 - アッカ・ネットワークスを利用したADSLサービス「ADSLpro」を、首都圏および大阪で提供開始。
- 2001年9月 - DSLサービスに「ADSL light」「SDSLlight」「SDSLpro」を追加。WLLサービスは1.5Mbpsから10Mbpsに増速。
- 2001年10月 - ウイルスチェックゲートウェイサービスの提供開始。
- 2002年5月 - 「ADSL 8M pro」サービスを開始。
- 2002年7月 - Bフレッツに対応した光ファイバーインターネット接続サービス「ファイバーリンク」を東京で提供開始。
- 2002年10月 - イー・アクセスを利用したDSLサービス「ADSL 8M light」を提供開始。北海道・宮城・東海圏・岡山・広島・福岡にもエリアを拡大。
- 2003年1月 - 「ファイバーリンク」のサービスエリアを、神奈川と大阪に拡大。
- 2003年7月 - 「ファイバーリンク」にIP1個メニューを追加。
- 2003年7月 - インターネットVPNソリューション「DigitalGate VPNプラス」の提供を開始。
- 2003年9月16日 - NTT東日本・NTT西日本のフレッツ・ADSLに対応した「ADSL light フレッツタイプ IP1」を提供開始。「ファイバーリンク」エリアを全国に拡大。
- 2003年11月 - インターネットタイムレコーダーサービスを開始。
- 2003年12月 - セキュアアクセスサービス「CRYP」提供開始。
- 2004年3月　 - ISMS認証基準（ver.2.0）の認証。
- 2004年4月 - インターネットVPN「ソリューションパック」を開始。
- 2005年10月3日 - 携帯電話で会社のメールを送受信できる携帯Webメールサービス「moffice」の提供開始。
- 2005年12月 - マネージドVPN「ダイナミックリンク」サービスの開始。
- 2006年8月 - 「Webコンテンツフィルタ」サービスの開始。
- 2006年12月 - bit-drive「セキュリティパック」サービスの開始。
- 2007年1月 - 「スパムチェックゲートウェイサービス」の開始
- 2007年2月 - セキュリティマネジメント国際規格「ISO/IEC27001」の認証取得。
- 2007年11月 - 光ファイバーインターネット接続「ファイバーアクセス」サービスの開始。
- 2008年12月 - 「マネージドイントラネットサービス」の開始。
- 2009年4月 - bit-drive ホスティングサービスの開始。
- 2009年7月 - 「リモートアクセスPRA PLUS」サービスの開始。
- 2009年7月 - グループウェアサービス「desknet's」サービスの開始。
- 2009年8月 - ドメイン取得代行サービスの開始。
- 2009年8月 - 基幹業務パッケージ「奉行21シリーズ」サービス開始。

### ソニービジネスソリューション時代
- 2009年9月 - bit-drive事業を、ソニーブロードバンドソリューション株式会社に統合。
- 2010年4月1日 - ソニーブロードバンドソリューション株式会社が、ソニーマーケティングのセールス・マーケティング機能と、ソニーとソニーイーエムシーエス湖西テック（後のソニーグローバルマニュファクチャリング&オペレーションズ湖西サイト）のシステムインテグレーション機能を統合したことを受け、ソニービジネスソリューション株式会社に商号変更。

### ソニーネットワークコミュニケーションズ時代
- 2014年4月1日 - bit-drive事業を、ソネット株式会社が授受[1]。

## ソリューション・サービス

### クラウドサービス
- マネージドクラウド with AWS
- マネージドクラウド with Vシリーズ
- イントラネット仮想ホスティングサービス

### インターネット接続サービス
- NUROアクセス
- ファイバーリンク 光コラボレーション
- フレッツタイプ
- ワンストップサポートタイプ
- フレッツ一元保守受付サービス
- ネットワークサポートツール「bit-tools」
- ドメイン取得代行サービス

### インターネットVPNサービス
- マネージドVPN「ダイナミックリンク」
- VPNソリューションパック
- DigitalGate VPNプラス

### セキュリティサービス
- ウイルスチェックゲートウェイサービス
- スパムチェックゲートウェイサービス
- Webコンテンツフィルタサービス
- メールアーカイブサービス
- エンドポイントウイルス対策サービス
- IT資産管理サービス（MDM）
- bit-drive「セキュリティパック」
- bit-drive「メールセキュリティパック」

### その他のソリューション
- マネージドイントラネット “Digital Gate”
- マネージドイントラネット “Cisco Series”

中小企業向けのイントラネットサービス。イントラネットの機能をbit-driveのデータセンターにおいてホスティングし、VPNで接続して利用することにより社内サーバの自社管理が不要になるほか、一般のクラウドサービスでは確保できないセキュリティを確保している。
2000年7月、ネットワークサーバー「Digital Gate」の提供開始。2008年、その後継機種としてマネージドイントラネットをリリースした。
※アプリケーションサービスの詳細は、公式サイトを参照。
- インテグレーションサービス
- bit-drive ホスティング
- リモートアクセス「PRA PLUS」
- ネットワークサーバーパック
- リモートアクセス「CRYP」（クリプ）
- 携帯Webメール「moffice」（モフィス）
- データセンター
- ビデオ会議ソリューション
- ネットワークカメラソリューション
- FeliCaソリューション

### ビジネスアプリケーション
- 勤怠管理システム 「AKASHI」
- インターネット勤怠管理
- セキュアリモートアクセス
- グループウェアサービス「desknet's NEO」
- 基幹業務パッケージ「奉行21シリーズ」